# Roelie Potgieter
Roelie Potgieter (né le 20 mars 1980) est un athlète sud-africain, spécialiste du lancer du poids. 

## Biographie

### Palmarès
| Date | Compétition            | Lieu    | Résultat | Performance |
| ---- | ---------------------- | ------- | -------- | ----------- |
| 2003 | Jeux africains         | Abuja   | 4e       | 17,91 m     |
| 2007 | Jeux africains         | Alger   | 2e       | 19,02 m     |
| 2010 | Championnats d'Afrique | Nairobi | 2e       | 18,62 m     |
| 2011 | Jeux africains         | Maputo  | 3e       | 18,68 m     |

### Records
| Épreuve         | Performance | Lieu   | Date         |
| --------------- | ----------- | ------ | ------------ |
| Lancer du poids | 19,42 m     | Durban | 8 avril 2011 |